# M12 (Oekraïne)
De M12 is een autoweg in Oekraïne. De weg is onderdeel van de verbinding tussen Polen en Centraal Oekraïne. De weg loopt van Stryj via Ternopil, Chmelnytsky en Vinnytsja naar Kropyvnytsky. De weg is een van de langste M-wegen in Oekraïne, met zo'n 761,3 kilometer lengte.

## Verloop
De weg begint in Lviv, in het centrum van de stad, en passeert na 11 kilometer de ringweg van de stad. De eerste 75 kilometer loopt de weg ongeveer 25 kilometer zuidelijker parallel aan de M06. Na 130 kilometer komt men aan in de stad Ternopil, waar de kruising met de M19 is naar Rivne en Tsjernivtsi aan de Roemeense grens.
102 kilometer naar het oosten ligt de stad Chmelnytsky, waar de kruising is met de M20 naar Tsjernivtsi en Zjytomyr. De eerste 7 kilometer ten oosten van Ternopil bestaat uit 2 rijstroken per richting. Rondom de stad Chmelnytsky maakt de M12 onderdeel uit van de rondweg ten zuiden van de stad langs.
121 kilometer ten oosten van Chmelnytsky passeert de weg de stad Vinnytsja, een grote stad, met een ringweg, waar de M12 de P10 kruist, een vierstrooks hoofdweg naar Zjytomyr en Mohyliv-Podilsky aan de Moldavische grens. De M12 is gedeeltelijk vierstrooks na Vinnitsja. De ringweg van Vinnitsja is 39 kilometer lang.
Na 156 kilometer gaat de weg via Oeman, een niet zo grote stad, maar wel een belangrijk knooppunt met de M05, de snelweg tussen Kiev en Odessa. Nog weer 158 kilometer verder komt de weg aan in Kropyvnytsky, waar een 47 kilometer lange ringweg ligt. Hier eindigt de M12 met de kruising met de M13, die naar Znamjanka en de M04 naar Dnipro loopt, en richting het zuidwesten naar Mykolajiv, Odessa en Chisinau in Moldavië.
De M12 is onderdeel van de E50.
M01 ·
M02 ·
M03 ·
M04 ·
M05 ·
M06 ·
M07 ·
M08 ·
M09 ·
M10 ·
M11 ·
M12 ·
M13 ·
M14 ·
M15 ·
M16 ·
M17 ·
M18 ·
M19 ·
M20 ·
M21 ·
M22 ·
M23 ·
M24 ·
M25 ·
M26 ·
M27 ·
M28 ·
M29 ·
M30
N01 ·
N02 ·
N03 ·
N04 ·
N05 ·
N06 ·
N07 ·
N08 ·
N09 ·
N10 ·
N11 ·
N12 ·
N13 ·
N14 ·
N15 ·
N16 ·
N17 ·
N18 ·
N19 ·
N20 ·
N21 ·
N22 ·
N23 ·
N24 ·
N25 ·
N26 ·
N27 ·
N28 ·
N30 ·
N31 ·
N32 ·
N33